# Storbritannien i olympiska vinterspelen 1964
Storbritannien deltog med 36 deltagare vid de olympiska vinterspelen 1964 i Innsbruck. Totalt vann de en guldmedalj.

## Medaljer

### Guld
- Tony Nash och Robin Dixon - Bob, tvåmanna.